# 조민혁
조민혁(1982년 5월 5일~)은 대한민국의 축구 코치이다.